# Ліщинський Владислав Вацлавович
Владислав Вацлавович Ліщинський (нар. 1976, м. Чоп, Закарпатська область) — український воєначальник, бригадний генерал Збройних сил України, учасник російсько-української війни. Лицар ордена Богдана Хмельницького III ступеня (2018).
Під час повномасштабного російського вторгнення 2022 року командував обороною Миколаївщини.

## Життєпис
Владислав Ліщинський народився 1976 року у місті Чопі, нині Чопської громади Ужгородського району Закарпатської области в сім'ї військовослужбовців.
Середню освіту здобув у Бердичеві, потім вступив на танковий факультет Київського вищого танкового інженерного училища, який закінчив з відзнакою.
Був командиром взводу, роти, заступником командира і командиром батальйону. Згодом із золотою медаллю закінчив Академію Збройних сил України (нині Національний університет оборони України імені Івана Черняховського).
Командував 36-ю окремою бригадою берегової оборони Військово-морських сил України у Криму, в одеську бригаду переведено у 2013 році.
У 2014—2015 роках командував 28-ю окремою механізованою бригадою імені Лицарів Зимового походу.
Учасник бойових дій на сході України. 3-4 липня 2015 року провів успішну оборону Мар'їнки на Донеччині. 28 ОМБр тоді вдалося знищити велике угрупування російських військових.
2015 року став заступником командувача оперативного командування «Захід» Сухопутних військ Збройних сил України.
Згодом призначений заступником командувача оперативно-тактичного угруповання «Луганськ».
2020 року закінчив Національний університет оборони України імені Івана Черняховського. За багаторічною традицією Надзвичайний і Повноважний Посол Великої Британії та Північної Ірландії в Україні Мелінда Сіммонс вручила найкращому випускнику оперативно-стратегічного рівня полковнику Владиславу Ліщинському перехідний меч королеви Великої Британії.
Нині — начальник штабу — заступник командувача військ оперативного командування «Південь» Сухопутних військ Збройних сил України.
10 березня 2022 року отримав звання бригадного генерала за надзвичайно успішні дії проти російських військових у Херсонській області.

## Нагороди
- орден Богдана Хмельницького III ступеня (23 серпня 2018) — за особистий внесок у зміцнення обороноздатності Української держави, мужність і самовідданість, виявлені під час бойових дій, високий професіоналізм та зразкове виконання службових обов'язків.[4]

## Військові звання
- полковник[4]
- бригадний генерал (10 березня 2022)[3]